# Spowiedź (rozprawa Adrienne von Speyr)
Spowiedź (niem. Die Beichte) – rozprawa autorstwa Adrienne von Speyr wydana po raz pierwszy w 1960 przez szwajcarskie wydawnictwo Johannes Verlag. Należy do najważniejszych dzieł autorki.
Sakrament pokuty, w tym potrzeba indywidualnej spowiedzi, był jednym z głównych powodów wstąpienia autorki do Kościoła rzymskokatolickiego. Rozprawa łączy w sobie refleksję teologiczną z praktycznymi wskazówkami dotyczącymi penitenta i spowiednika, warunków spowiedzi, przygotowania się do tego sakramentu oraz samego procesu spowiadania. Autorka postrzega w tej pracy sakrament pokuty jako najpełniej odzwierciedlający istotę Kościoła katolickiego, który jest w nim pośrednikiem zbawienia. 
Ujęcie przez autorkę sakramentu pojednania odbiega od innych stereotypowych opracowań na ten temat. W rozprawie pojawiają się sformułowania z pogranicza zastrzeżeń natury dogmatycznej, jednak wypływają one z mistycznego ujęcia tego tematu, charakterystycznego dla autorki. Von Speyr podkreśla też wątki trynitarne spowiedzi, w tym głównie chrystologiczne (wyłania się z nich kościelny wymiar sakramentu). Krzyż stanowi dla niej model spowiedzi, a co z tego wynika sakrament ten należy traktować jako naśladowanie Chrystusa w ścisłym tego słowa znaczeniu. Akt spowiedzi nie jest według von Speyr czymś odrębnym, oderwanym od życia, ale odnosi się do całości życia ludzkiego i wszelkich jego relacji z Bogiem.